# Flugplatz Bonn/Hangelar

i7
i11
i13

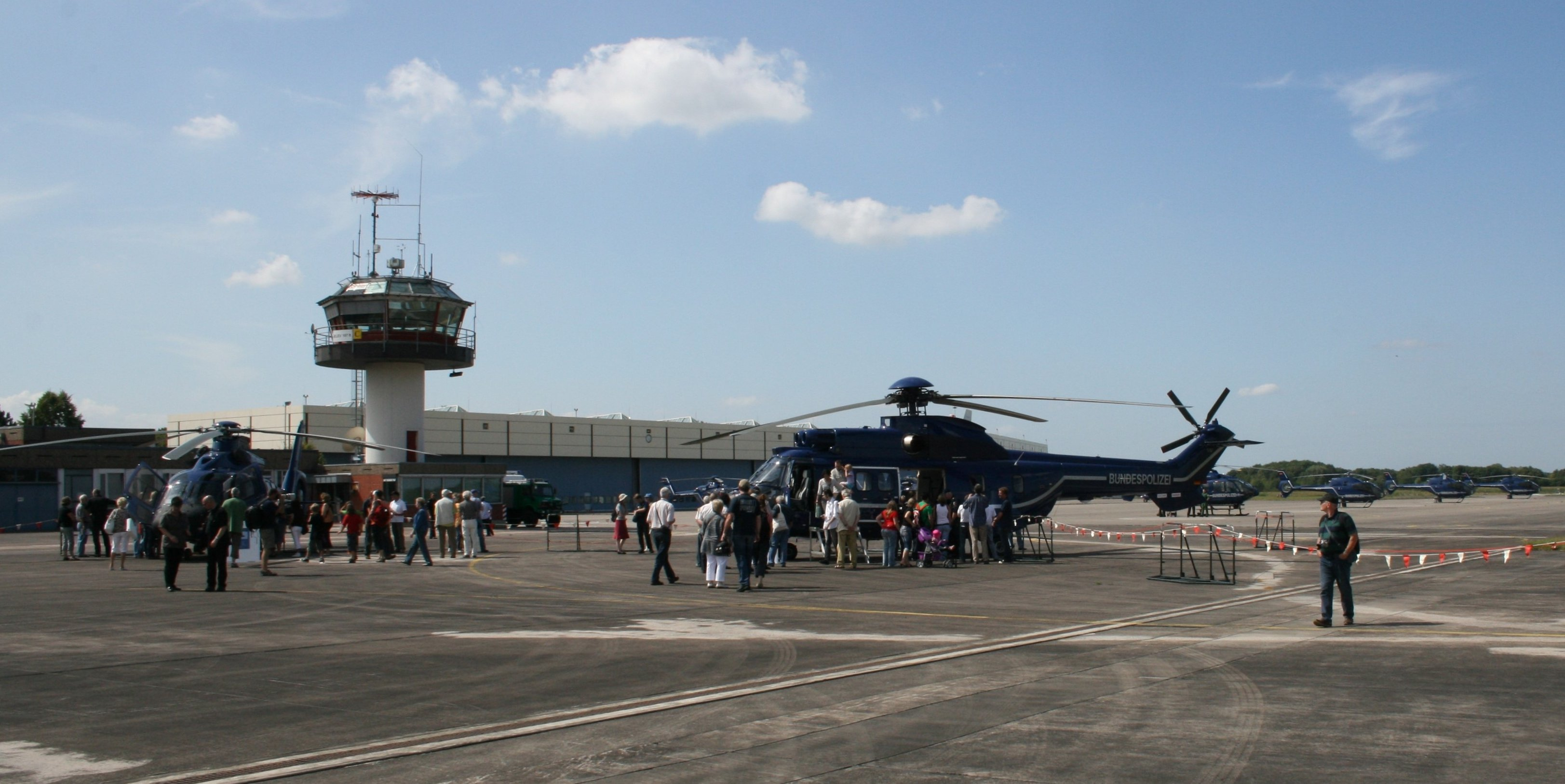
Tower und Hangar der Bundespolizeifliegerstaffel (2009)

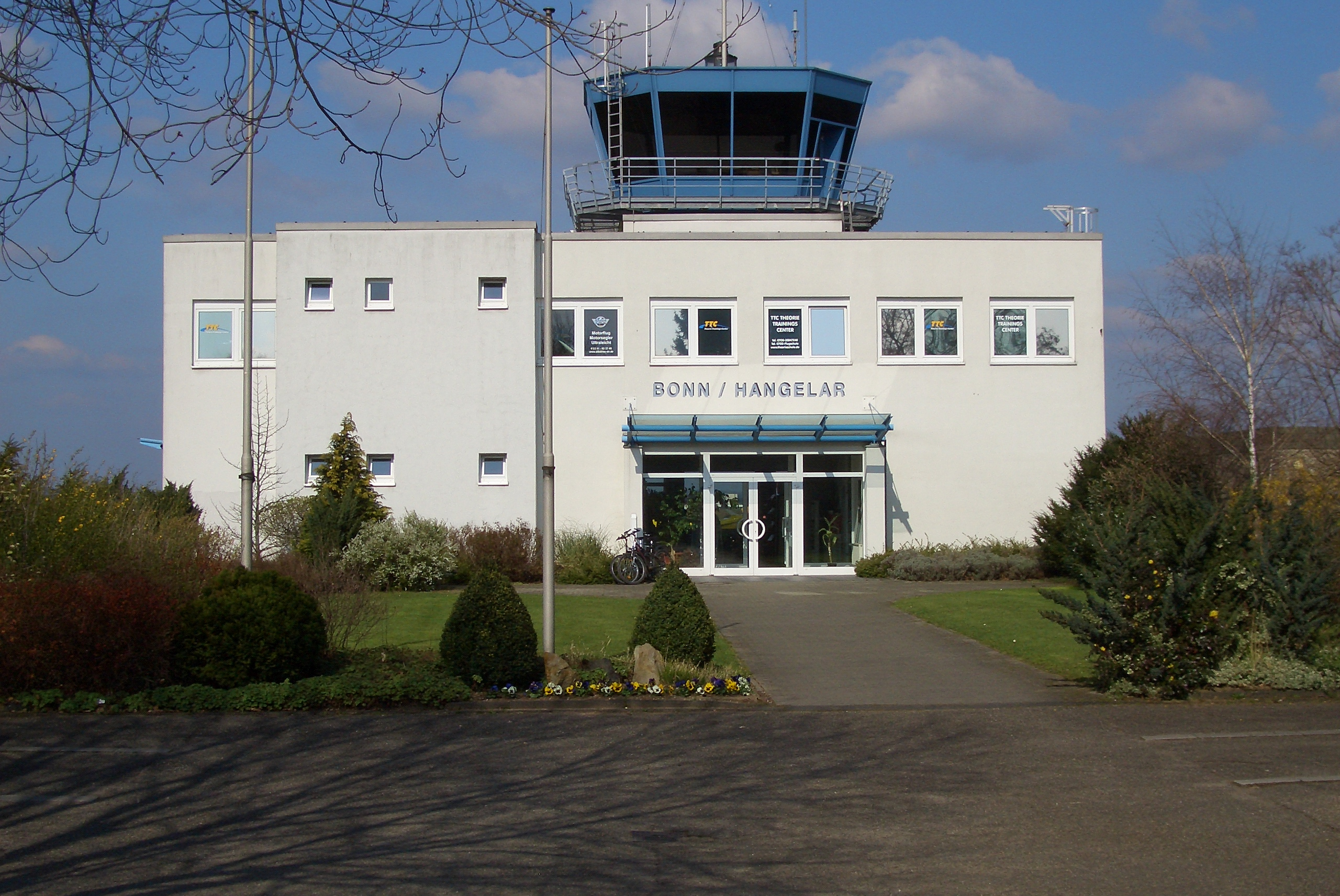
Tower des zivilen Flugplatzes (2007)

Der Flugplatz Bonn/Hangelar (ICAO-Code: EDKB) ist ein deutscher Verkehrslandeplatz im Sankt Augustiner Stadtteil Hangelar, gelegen im Süden Nordrhein-Westfalens. Erste Flugversuche in der Hangelarer Heide gab es bereits 1909; in beiden Weltkriegen wurde Hangelar als Militärflugplatz benutzt. Der Flugplatz liegt etwa sechs Kilometer nordöstlich von Bonn.

## Motorflug in Hangelar
Die ADAC Luftfahrt Technik GmbH wartet am Flugplatz Rettungshubschrauber. Zusätzlich betreibt dieses Unternehmen dort ein integriertes Trainingszentrum für Luftretter. Am Flugplatz Hangelar befindet sich zudem eine Hubschrauberstaffel der Bundespolizei.
Der Flugplatz Hangelar dient als Schwerpunktlandeplatz für Firmenflüge. Neben einigen Vereinen und Flugschulen haben viele Privatpiloten ihre Flugzeuge am Flugplatz Hangelar stationiert.
Hin und wieder sind auch Zeppeline oder Blimps am Flugplatz anzutreffen.

## Segelflug in Hangelar
In Hangelar gibt es zwei Segelflugvereine (Aeroclub Bonn Hangelar und LSV Bonn). Den Piloten bietet sich eine abwechslungsreiche Landschaft. Von der bevölkerungsreichen Gegend rund um den Flugplatz ist es nicht weit zum Siebengebirge und hinein in die Eifel.
Der Flugplatz bietet mit seinen zwei Segelflugvereinen gute Schulungs- und Überlandflugbedingungen.

## Geschichte des Flugplatzes
Der Verkehrslandeplatz Hangelar kann auf eine lange und bewegte Geschichte zurückblicken. Am 17. Juli 1909 führte Fritz Pullig den ersten erfolgreichen Flugversuch durch. Die Maschine kam frei, stieg auf etwa 6 Meter und legte eine Flugstrecke von 400 Metern in 40 Sekunden zurück. Ende Juli ging die Maschine bei einem Unfall zu Bruch, worauf Fritz Pullig seine Flugversuche auf der Hangelarer Heide einstellte.
1911 fand auf der Hangelarer Heide ein Flugtag mit Bruno Werntgen und Joseph Hoos statt. Das Flugunternehmen Bruno Werntgens zog 1912 von Köln nach Hangelar um, welches auch eine Fliegerhalle baute. Bruno Werntgen bildete Piloten aus und entwickelte neue Flugzeugkonstruktionen. Bereits 1913 kam Bruno Werntgen bei der Erprobung einer Flugmaschine ums Leben. Noch im selben Jahr zog das Flugunternehmen von Reinold Hoos nach Hangelar, welches ebenfalls Piloten ausbildete und eigene Flugzeuge baute. Im Ersten Weltkrieg wurde der Flugplatz als Feldflughafen genutzt. Nach der Besatzungszeit konnte ab der Mitte der 1920er Jahre der zivile Betrieb wiederbelebt werden, von Hangelar wurden – neben Flugschulbetrieb – auch erste Passagierflüge durchgeführt.
Am 19. Februar 1933 flog der drei Wochen vorher ernannte Reichskanzler Adolf Hitler von hier nach München und landete einen Tag später wieder. Weitere Passagiere in der Zeit des Nationalsozialismus waren Joseph Goebbels, Hermann Göring, Heinrich Himmler, Joachim von Ribbentrop, Rudolf Heß und Albert Kesselring.
Im Zweiten Weltkrieg diente der Flugplatz ebenfalls als Militärflugplatz. Die folgende Tabelle zeigt eine Auflistung ausgesuchter fliegender aktiver Einheiten (ohne Schul- und Ergänzungsverbände) der Luftwaffe, die hier zwischen 1939 und 1945 stationiert waren.
| Von            | Bis           | Einheit                                                      |
| -------------- | ------------- | ------------------------------------------------------------ |
| August 1939    | November 1939 | I./JG 52 (I. Gruppe des Jagdgeschwaders 52)                  |
| Oktober 1939   | Mai 1940      | Stab/JG 77                                                   |
| November 1939  | Januar 1940   | I./ZG 2 (I. Gruppe des Zerstörergeschwaders 2)               |
| Februar 1940   | Mai 1940      | I./JG 3                                                      |
| Mai 1940       | Juni 1940     | Stab, III./KG 76                                             |
| Februar 1941   | März 1941     | III./JG 26                                                   |
| Juni 1943      | Juli 1943     | I./JG 300                                                    |
| Juli 1944      | August 1944   | I./JG 76                                                     |
| September 1944 | Oktober 1944  | I., II./JG 6                                                 |
| September 1944 | Oktober 1944  | I./SKG 10 (I. Gruppe des Schnellkampfgeschwaders 10)         |
| Dezember 1944  | Januar 1945   | Stab, I./SG 4 (Stab und I. Gruppe des Schlachtgeschwaders 4) |
| Dezember 1944  | Dezember 1944 | II./SG 4                                                     |
| Januar 1945    | Februar 1945  | III./NJG 11 (III. Gruppe des Nachtjagdgeschwader 11)         |

Nach einem ersten Bombenangriff am 24. Dezember 1944 wurde der Flugplatz leicht beschädigt. Ein großer Bombenangriff erfolgte dann am 10. Januar 1945. In drei Wellen warfen 65 Bomber 2425 Bomben mit einem Gewicht von 121 Tonnen ab. Ein eingeschränkter Flugverkehr wurde dennoch aufrechterhalten bis der Platz am 7. März 1945 wegen der über den Rhein vorrückenden Alliierten aufgegeben wurde. Abbaubare Maschinen wurden nach Werl verlagert und das Rollfeld gesprengt. Am 21. März wurde der damalige "Verkehrslandeplatz" von der 78. US-Infanterie-Division "Lightning" besetzt.
Nach den Wirren des Zweiten Weltkrieges konnte 1951 mit Segelflugbetrieb der Flugplatz erneut in Betrieb genommen werden, der Bundesgrenzschutz kam aufgrund der Nähe zu Bonn (ab 1949 Regierungssitz) ebenfalls in diesem Jahr nach Hangelar. 1952 wurde die „Flugplatzgesellschaft Hangelar mbH“ ins Leben gerufen. Ende Dezember des Jahres war bereits der 1500. Start zu verzeichnen. Verschiedene Vereine fanden sich nach und nach in Hangelar ein und machten mit zum Teil selbst gebauten Segelflugzeugen ihre ersten Starts. Nachdem die Bundesrepublik am 5. Mai 1955 die Lufthoheit erhalten hatte, konnte auch von Deutscher Seite wieder Motorflugsport betrieben werden. Es folgte eine dynamische Entwicklung des Flugplatzes Hangelar auf dem Motor- und Segelflugbereich; ein vorläufiger Höhepunkt wurde Mitte der 1970er Jahre mit nahezu 92.000 Flugbewegungen verzeichnet.
Am 22. und 23. August 2009 feierte der Flugplatz Hangelar sein 100-jähriges Bestehen mit einem zweitägigen Flugplatzfest inklusive Tag der offenen Tür, bei dem ca. 50.000 Besucher zu Gast waren.
In jüngster Zeit wurde mit den Neubauten der ADAC Luftfahrt Technik GmbH, der Hubschraubertochter des ADAC, und der Ansiedlung der ADAC HEMS Academy wichtige Impulse für die wirtschaftliche Weiterentwicklung des Flugplatzes und seiner näheren Umgebung gesetzt.
Die verstärkte Ansiedlung von Hubschrauberbetrieben und die Ausweitung der Nutzung führte allerdings auch zur Gründung einer Initiative gegen den zunehmenden Lärm am Flugplatz.

## Polizeiliche Nutzung
Direkt angrenzend ist die Bundespolizeidirektion Sankt Augustin inklusive der GSG 9 beheimatet. Der am westlichen Rand gelegene Bereich des Flugplatzes wird durch die dort stationierte Bundespolizeifliegergruppe mitsamt einer Luftfahrerschule, der zentralen Instandhaltungsstaffel und der Bundespolizeifliegerstaffel West genutzt. Eigene Hangars, ein eigener Hubschrauberlandeplatz sowie ein separater Tower werden von der Bundespolizei betrieben. Obwohl beide Flugbetriebe parallel laufen können und keine Verpflichtung oder technische Notwendigkeit besteht, unterrichten sich die zivilen und polizeilichen Piloten und Towerbesatzungen auch gegenseitig über die Verkehrssituation im Luftraum und auf dem Landeplatz. Sämtliche dort stationierten Hubschrauber der Bundespolizei sind tag- und nachtflugtauglich, die Transporthubschrauber sind darüber hinaus instrumentenflugtauglich.

## Besitzverhältnisse
Die Flugplatzgesellschaft Hangelar mbH fungiert als Betreibergesellschaft und als Pächterin des Flugplatzgeländes, einer ca. 76 ha großen Liegenschaft im Bundesbesitz. Sie gehört der Stadt Bonn zu 49,6 Prozent, dem Rhein-Sieg-Kreis zu 38,4 Prozent, der Stadt Sankt Augustin zu 10 Prozent sowie der Fliegergemeinschaft Hangelar (FGH), als Dachverband und Interessenvertretung der Flugvereine, Flugschulen und privater Flugzeughalter zu 2 Prozent.

## Zwischenfälle
- Während des Großflugtages am 27. August 2006 wurden mehrere Zuschauer während eines Unwetters durch einen Blitz verletzt.[6] Vier Personen erlitten hierbei schwere Verletzungen, ein Mann starb.[7]

- Am 1. November 2011 stürzte ein Flugzeug vom Typ Piper PA-28 Cherokee beim Anflug in die Platzrunde zur Landung auf dem Flugplatz Hangelar in der Nähe des Sankt Augustiner Stadtteils Meindorf ab.[8] Der Pilot des Flugzeugs starb.[9]

- Am 16. Oktober 2018 stürzte eine zweisitzige Maschine des Herstellers Tecnam kurz nach dem Start in Hangelar ab und stürzte südlich des Wohngebietes „Am Pleiser Wald“ auf ein Feld ein. Beide Insassen starben bei dem Absturz.[10]

- Am 23. März 2022 stürzte eine Cessna F 172N direkt nach dem Start in einen Garten in der Nähe des Flugplatzes, und unterquerte dabei die Oberleitung der Stadtbahnstrecke. Beide Insassen wurden schwer verletzt.[11] Die Maschine war zuvor instand gesetzt worden, dabei war die Trimmkonsole falsch eingebaut worden, sodass die Trimmklappe umgekehrt zur Bewegung des Trimmrads ausschlug.[12][13]

- Am 22. März 2025 stürzte eine Beechcraft B36TC Bonanza (Luftfahrzeugkennzeichen D-EDEG) kurz nach dem Start von der Startbahn 11 am Flugplatz Bonn/Hangelar bei Sankt Augustin (Nordrhein-Westfalen) ab und ging in Flammen auf. Der Pilot starb; der einzige, hinten sitzende, Passagier überlebte schwer verletzt.[14][15]